# РД-0146
РД-0146 — серия безгазогенераторных жидкостных ракетных двигателей (ЖРД), разрабатываемых в Конструкторским бюро химавтоматики (КБХА) в Воронеже. Предназначены для использования в составе верхних ступеней и разгонных блоков РН, в том числе РН Ангара.

## Конструкция
Первый в СССР и России ЖРД, газогенератор которых заменён кипением компонентов топлива в системе охлаждения, что обеспечивает надёжность, особенно при многократных включениях.
Впервые в мире газ на турбины раздельных насосов компонентов подаётся последовательно. что позволило показать работающую систему подачи топлива в камеру сгорания с оптимальными параметрами насосов.
Для привода турбонасосных агрегатов вместо обычного высокотемпературного генераторного газа (до 800 °С) применяется закипевшее горючее. Жидкий водород проходит через рубашку охлаждения камеры сгорания, газифицируется, нагреваясь до 30—150 °C, проходит через турбины приводов насосов, после чего попадает в камеру сгорания.
Турбонасос горючего будет самым высокооборотным в мире среди серийных ЖРД, частота вращения ротора до 125 000 об/мин. Лишь на одном двигателе это значение было превзойдено: ротор малогабаритного гексанового турбонасоса ядерного РД-0410, также разработанного КБХА, но не пошедшего в серию, вращался с частотой до 160 000 об/мин.
Низкооборотные преднасосы обеспечивают работоспособность двигателя при низких баковых давлениях компонентов.
В конструкции двигателя применены: электроплазменное зажигание, оребрение огневой стенки камеры, шаровые пуско-отсечные клапаны, современные титановые и алюминиевые сплавы, нагруженные узлы турбонасосных агрегатов выполнены из титана по гранульной технологии, насадок расширяющейся части сопла охлаждается только излучением, выполнен из углерод-углеродного композита.

## Варианты
| Версия                                          | РД-0146                          | РД-0146Д                         | РД-0146ДМ                                 | РД-0146Д-1                       |
| Компоненты топлива                              | жидкий кислород / жидкий водород | жидкий кислород / жидкий водород | жидкий кислород / сжиженный природный газ | жидкий кислород / жидкий водород |
| Соотношение компонентов топлива (О/Г)           | 5,9 / 1,0                        | 5,9 / 1,0                        |                                           |                                  |
| Тяга в пустоте, тс (кН)                         | 10,0 (98,0)                      | 7,5 (68,6)                       | 6,6 (64,7)                                | 9                                |
| Удельный импульс тяги в пустоте, кгс·с/кг (м/с) | 463 (4542)                       | 470 (4690)                       | 362 (3547)                                | 470 (4690)                       |
| Давление в камере сгорания, кг/см² (МПа)        | 80,8 (7,9)                       | 60,0 (5,9)                       | 60,0 (5,9)                                | 71,5                             |
| Обороты ТНА горючего, об/мин                    | 123 200                          | 98 180                           | 45 230                                    |                                  |
| Обороты ТНА окислителя, об/мин                  | 40 600                           | 32 800                           |                                           |                                  |
| Максимальное время работы в полёте, с           | 560                              | 1350                             | 190                                       |                                  |
| Количество включений в полёте                   | 1                                | 5                                | 1                                         |                                  |
| Высота, мм                                      | 2200                             | 3558                             | 2200                                      |                                  |
| Диаметр среза сопла, мм                         | 710                              | 960                              | 960                                       |                                  |
| Диаметр среза сопла с насадком, мм              | 1250                             | 1950                             | 1250                                      |                                  |
| Начало разработки                               | 1997                             | 2008                             | 2007                                      | 2018                             |

### РД-0146Д
На базе двигателя РД-0146 разрабатывается кислородно-водородный ЖРД РД-0146Д тягой 7,5 тс (главный конструктор Лобов С. Д., ведущий конструктор Космачев Ю. П.). Двигатель предназначен для использования в составе кислородно-водородного разгонного блока (РБ) тяжёлого класса РН «Ангара», а также может найти применение на верхних ступенях перспективных РН. РД-0146Д обладает возможностью многократного включения в ходе полёта. Особенностью двигателя РД-0146Д является исполнение выходной части сверхзвукового сопла в виде сдвижного насадка радиационного охлаждения из углерод-углеродного композиционного материала.

### РД0146Д-1
С 2018 года КБХА занимается разработкой модифицированного двигателя РД0146Д-1 тягой 9 тс для РН Ангара.

## Предыстория
Хотя в США разработка и внедрение водородного безгазогенераторного двигателя RL-10 была проведена еще в конце 50-ых - начале 60-ых, в СССР и России до РД-0146 в ЖРД подобной схемы не разрабатывались. Конструкторское бюро химического машиностроения (КБХМ) в начале работ по двигателю 11Д56 по проекту Н-1/Л-3 рассматривало безгазогенераторную схему, но отказалось от неё по ряду причин. КБХА приступило к работе с водородом сразу на 200-тонном РД-0120 для ракеты-носителя (РН) «Энергия», на котором при такой схеме было крайне сложно реализовать высокие удельные характеристики (прежде всего, высокое давление в камере, расчётную тягу и удельный импульс на земле, а также габариты и массу).
Предшественником первого отечественного безгазогенераторного кислородно-водородного двигателя можно считать ЖРД РО-95. В 1988 году КБХА получило от РКК «Энергия» техническое задание на создание этого двигателя для разгонных блоков РН «Буран-Т» и «Вулкан», но работы ограничились только эскизным проектированием.

## Разработка
В 1997 году КБХА по техническому заданию ГКНПЦ им. М. В. Хруничева начата разработка кислородно-водородного двигателя РД-0146 тягой 10 тс с высотным соплом. Разработку финансировала и американская компания Pratt & Whitney, оплатившая создание макета РД-0146, представленного на Ле Бурже 2001, а также изготовление стендового образца для огневых испытаний и показа потенциальным покупателям в США. Помимо этого компания Pratt & Whitney заключила контракт с КБХА на продажу двигателей по всему миру за исключением стран СНГ. C 2004 года планировалось начать продажу РД-0146.
10 октября 2009[уточнить] года была завершена разработка турбонасосного агрегата для РД-0146.
В настоящее время[когда?]:
- дорабатывается модификация двигателя с использованием в связке из четырёх двигателей для второй ступени ракет-носителей среднего класса повышенной грузоподъёмности, которые будут запускаться с космодрома «Восточный»;
- разрабатывается ЖРД РД-0146Д для разгонного блока КВТК третьей версии ракеты-носителя «Ангара-А5»;
- отработка модификации РД-0146ДМ с использованием сжиженного природного газа в качестве горючего.

### Испытания
При работе над РД-0146 была изменена методика испытаний. По ранее принятой отечественной методике испытаний ЖРД замкнутой схемы ставился на стенд в собранном виде. В случае каких-либо конструктивных недоработок во время испытаний весь двигатель выходил из строя. После этого необходимо было производить его переборку, дефектацию и вносить изменения в конструкцию.
Новая методика заключается в разделении двигателя на три части: экспериментальные установки систем жидкого кислорода, экспериментальные установки систем жидкого водорода и камеры с запальниками. И только после отработки этих систем по отдельности двигатель начинают испытывать в собранном виде. Так при испытании системы подачи жидкого кислорода был обнаружен и исправлен конструкторско-технологический дефект.
На следующем этапе испытывалась камера сгорания. Испытания проходили при нагрузках 60—70 % от номинальной. Во время испытаний была отработана система поджига компонентов топлива в разных агрегатных состояниях.
Последней испытывалась установка с жидким водородом. Для его получения КБХА специально построило завод мощностью 100 кг/сут, который стал вторым в России.
9 октября 2001 года прошли первые огневые испытания РД-0146. При первом пуске двигатель проработал всего 8,5 секунд при режиме, соответствующем 50 % штатного.
К 2011 году проведено 30 огневых испытаний на 4 образцах двигателя с суммарной наработкой в 1680 секунд. Испытания показали отклонения от математической модели на 2—4 %. Отказов и аварий при испытаниях не было.
23 августа 2012 года успешно прошли первые огневые испытания кислородно-водородного двигателя РД-0146Д.
30 ноября 2012 года успешно прошли первые огневые испытания кислородно-водородного двигателя РД-0146Д с лазерной системой зажигания совместной разработки КБХА и Исследовательского центра имени М. В. Келдыша, разрабатываемой в рамках опытно-конструкторской работы «Двина-КВТК».
28 октября 2013 года успешно проведена первая серия огневых испытаний этапа доводочных испытаний двигателя РД-0146Д.
20 ноября 2013 года успешно проведены огневые испытания двигателя РД-0146Д в высотных условиях — впервые реализован запуск в штатных условиях вакуума и обеспечено безотрывное истечение в сопле за счет использования газодинамической трубы.
Проведено более 100 испытаний с суммарной наработкой свыше 5000 секунд. В рамках создания ЖРД семейства РД-0146 были проведены огневые испытания:
- двигателя РД-0146 с лазерным поджигом компонентов топлива;
- двигателя РД-0146Д в штатных условиях вакуума;
- двигателя РД-0146ДМ на топливе жидкий кислород — сжиженный природный газ.

29 декабря 2021 года Роскосмос сообщил о успешном испытании двигателя РД0146Д-1, в ходе которого включение, работа на заданных режимах и останов двигателя прошли в полном соответствии с заложенной программой.